# Фоллс, Отем
О́тем Фоллс (англ. Autumn Falls; род. 4 августа 2000 года в Нью-Йорке, Нью-Йорк, США) — американская порноактриса. Лауреат премии XBIZ Award в категории «Лучшая новая старлетка» (2020).

## Карьера
Имеет пуэрто-риканское происхождение. Родилась и выросла в Манхэттене, Нью-Йорк. В подростковом возрасте хотела быть фотомоделью. В старшей школе занималась черлидингом и состояла в команде по лёгкой атлетике. После достижения совершеннолетия Отем в течение двух месяцев снималась на веб-камеру для сайта Camster.
С выбором агентства Отем помог друг, который отправил её фотографии в агентство East Coast Talent. Дебютировала в индустрии для взрослых в октябре 2018 года в возрасте 18 лет. Отем — её настоящее имя. Первыми съёмками для неё стала лесбийская сцена для Brazzers с участием Дарси Дольче. Снимается в сценах традиционного и лесбийского секса. В марте 2020 года Отем впервые исполнила анальный секс в сцене для вебкам-платформы CamSoda.
Снимается для студий Bang Bros, Brazzers, Digital Sin, Elegant Angel, Evil Angel, Girls Gone Wild, Mofos, Reality Kings, Vixen и многих других.
В апреле 2019 года журнал Penthouse выбирает Отем в качестве «Киски месяца» (Pet of the Month).
В августе 2019 года Отем становится лауреатом премии Urban X Award в категории «Самая красивая грудь». В январе 2020 года выиграла премию XBIZ Award в категории «Лучшая новая старлетка». В конце этого же месяца выигрывает три награды AVN Awards: две награды за лучшие сцены секса и одну по результатам голосования фанатов.
В начале апреля 2020 года Отем подписывает эксклюзивный контракт с канадской порностудией Brazzers.
По состоянию на октябрь 2022 года, снялась в более чем 220 порносценах и фильмах.
По состоянию на июль 2019 года, у Отем Фоллс насчитывается более 200 тыс. подписчиков в социальных сетях Twitter и Instagram.
Личная жизнь
В 2019 начала встречаться с порноактёром Маркусом Дюпри. В 2024 году пара поженилась

## Награды и номинации
| Год  | Награда          | Результат | Категория | Фильм                                                 |
| ---- | ---------------- | --------- | --- | ----------------------------------------------------- |
| 2019 | Fleshbot Award   | Победа    | Лучшая новая старлетка                                                                                             | н/д                                                   |
| 2019 | Fleshbot Award   | Победа    | Лучшая сцена парень/девушка (вместе с Маркусом Дюпри)                                                              | Oil Slick 2                                           |
| 2019 | Fleshbot Award   | Номинация | Лучшие сиськи | н/д                                                   |
| 2019 | NightMoves Award | Номинация | Лучшая новая старлетка                                                                                             | н/д                                                   |
| 2019 | NightMoves Award | Номинация | Лучшие сиськи | н/д                                                   |
| 2019 | Pornhub Award    | Победа    | Любимый новичок (награда поклонников)                                                                              | н/д                                                   |
| 2019 | Urban X Award    | Победа    | Самая красивая грудь                                                                                               | н/д                                                   |
| 2019 | XCritic Award    | Номинация | Королева социальных медиа                                                                                          | н/д                                                   |
| 2019 | XCritic Award    | Номинация | Лучшая новая старлетка                                                                                             | н/д                                                   |
| 2019 | XRCO Award       | Номинация | Подростковая мечта года                                                                                            | н/д                                                   |
| 2020 | AVN Award        | Номинация | Лучшая лесбийская групповая сцена (вместе с Абеллой Дейнджер и Кимми Грейнджер)                                    | Wash and Dry Her                                      |
| 2020 | AVN Award        | Номинация | Лучшая лесбийская сцена (вместе с Сабиной Руж)                                                                     | When Boys Are Away                                    |
| 2020 | AVN Award        | Номинация | Лучшая новая старлетка                                                                                             | н/д                                                   |
| 2020 | AVN Award        | Победа    | Лучшая сцена группового секса (вместе с Алиной Лопес, Анджелой Уайт, Линой Пол и Мануэлем Феррарой)                | Drive                                                 |
| 2020 | AVN Award        | Номинация | Лучшая сцена секса парень/девушка (вместе с Маркусом Дюпри)                                                        | Wet Pussy Seduction                                   |
| 2020 | AVN Award        | Победа    | Лучшая сцена триолизма (П/П/Д) (вместе с Джулсом Джорданом и Маркусом Дюпри)                                       | Jules Jordan’s Three Ways                             |
| 2020 | AVN Award        | Победа    | Награда поклонников: самый горячий новичок                                                                         | н/д                                                   |
| 2020 | Fleshbot Award   | Номинация | Лучшая персона в социальных медиа                                                                                  | н/д                                                   |
| 2020 | Fleshbot Award   | Победа    | Лучшие сиськи | н/д                                                   |
| 2020 | NightMoves Award | Номинация | Лучшая исполнительница                                                                                             | н/д                                                   |
| 2020 | Pornhub Award    | Победа    | Лучшая грудь — лучшая исполнительница с большими сиськами                                                          | н/д                                                   |
| 2020 | Pornhub Award    | Победа    | Любимая пара (награда поклонников) (вместе с Маркусом Дюпри)                                                       | н/д                                                   |
| 2020 | Pornhub Award    | Номинация | Самая популярная исполнительница по версии женщин                                                                  | н/д                                                   |
| 2020 | XBIZ Award       | Победа    | Лучшая новая старлетка                                                                                             | н/д                                                   |
| 2020 | XBIZ Award       | Номинация | Лучшая сцена секса — гонзо (вместе с Мануэлем Феррарой)                                                            | Bra Busters 9                                         |
| 2020 | XBIZ Award       | Номинация | Лучшая сцена секса — полнометражный фильм (вместе с Анджелой Уайт, Джоанной Энджел, Линой Пол и Мануэлем Феррарой) | Drive                                                 |
| 2020 | XBIZ Award       | Номинация | Лучшая сцена секса — табу (вместе с Томми Ганном)                                                                  | A Stepfather’s Desires 3                              |
| 2020 | XRCO Award       | Номинация | Новая старлетка года                                                                                               | н/д                                                   |
| 2020 | XRCO Award       | Номинация | Подростковая мечта года                                                                                            | н/д                                                   |
| 2021 | XBIZ Award       | Номинация | Лучшая сцена секса — гонзо (вместе с Маркусом Дюпри)                                                               | Big Wet Tits 19                                       |
| 2022 | AVN Award        | Победа    | Лучшая лесбийская групповая сцена (вместе с Джией Дерзой, Джиной Валентиной и Эмили Уиллис)                        | We Live Together Season 1 — Episode 4: Saying Goodbye |
| 2022 | AVN Award        | Номинация | Мейнстрим-предприятие года                                                                                         | Autumn Turns 21 Times Square Billboard                |
| 2023 | Pornhub Award    | Номинация | Лучшая исполнительница с большими сиськами                                                                         | н/д                                                   |
| 2023 | XBIZ Award       | Номинация | Премиум-социальная медиазвезда года                                                                                | н/д                                                   |
| 2024 | Pornhub Award    | Номинация | Лучшая исполнительница с большими сиськами                                                                         | н/д                                                   |
| 2025 | Pornhub Award    | Номинация | Самые красивые сиськи (награда поклонников)                                                                        | н/д                                                   |

## Избранная фильмография
- 2019 — A Hotwife Blindfolded 4
- 2019 — All Natural Busty Maids
- 2019 — Big Tits Round Asses 58
- 2019 — Bound For Sex 3
- 2019 — Bra Busters 9
- 2019 — Exotic and Curvy 8
- 2019 — Hardcore Threesomes 3[35]
- 2019 — Internal Love 5[36]
- 2019 — Lesbian Performers of the Year 2019[37]
- 2019 — Lesbian Tutors 6[38]
- 2019 — My Dirty Maid 11
- 2019 — Naughty Little Sister 3
- 2019 — Oil Slick 2
- 2019 — Pretty Little Sluts 2
- 2019 — Ripe 7
- 2019 — Stacked 9[39]
- 2019 — Stepfather’s Desires 3
- 2019 — Vagitarians[40]